# Buffalo (Wyoming)
Pour les articles homonymes, voir Buffalo.
La ville de Buffalo est le siège du comté de Johnson, dans l’État du Wyoming, aux États-Unis. Sa population s’élevait à 4 585 habitants lors du recensement de 2010, estimée à 4 584 habitants en 2017.

## Source
- (en) Cet article est partiellement ou en totalité issu de l’article de Wikipédia en anglais intitulé « Buffalo, Wyoming » (voir la liste des auteurs).